# Levend erfgoed

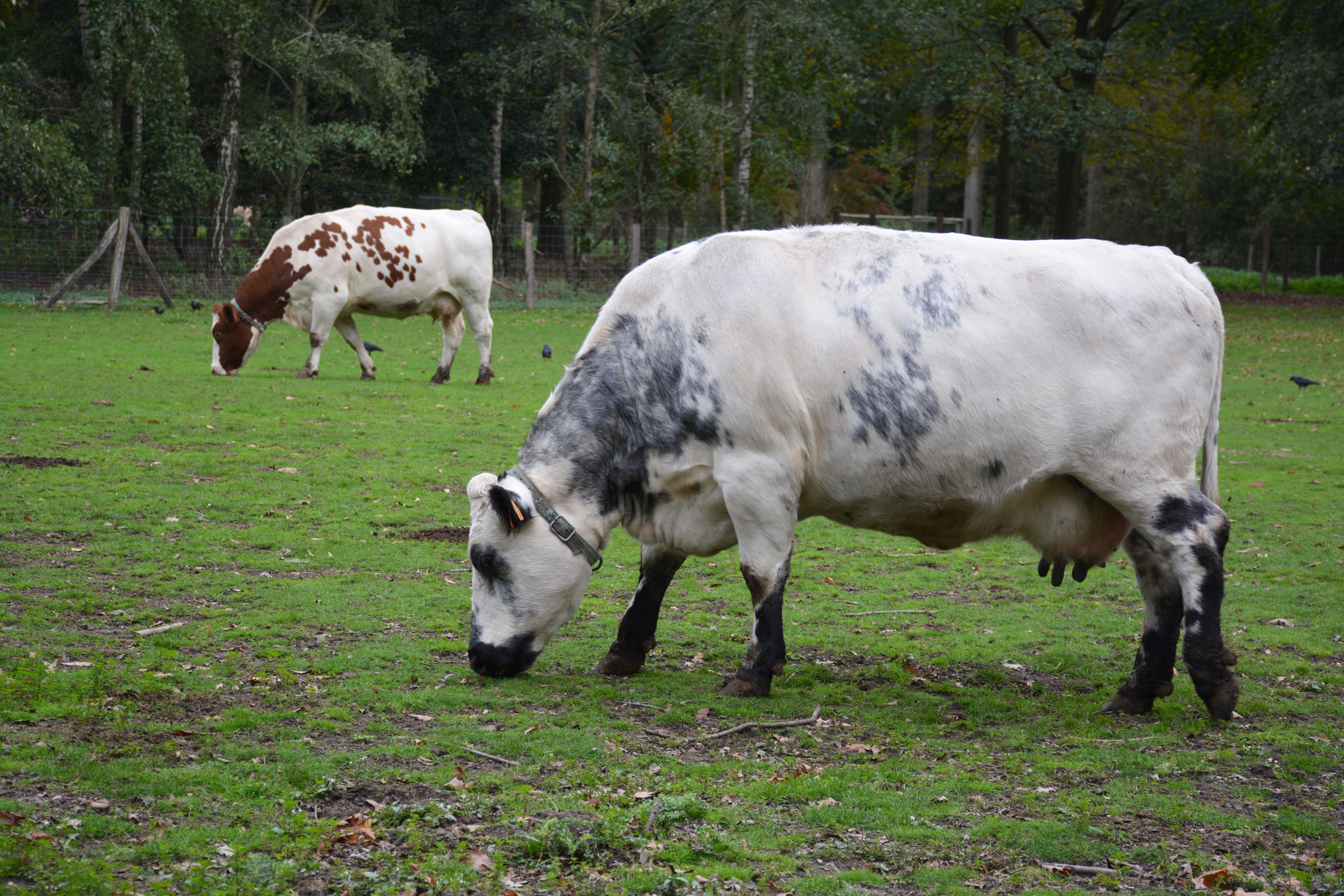
Het Wit-blauw dubbeldoelrund van Brabant en Wit-rood rund van Oost-Vlaanderen, samen in het Levend Erfgoedpark in Puyenbroeck

Verenigingen ter bescherming van het levend erfgoed richten zich op de bescherming van historisch waardevolle dierenrassen. 
Vele dierenrassen werden vroeger gefokt en geselecteerd omwille van hun vlees- of melkproductie, de hoeveelheid wol, het jachtinstinct of de esthetiek (gezelschapdieren). Dubbeldoelrassen ontstonden om de landbouwer zo veel mogelijk van zijn benodigdheden te voorzien: zowel melk, vlees en wol produceren. Dit principe is in de huidige economische context minder vereist omdat landbouwbedrijven zich steeds meer specialiseren en zich vooral richten op een maximale opbrengst.
Liefhebbers hebben zich ontfermd over verwaarloosde populaties en trachten deze te behouden voor volgende generaties. Dat is ook nodig omdat gespecialiseerde rassen sterk lijden onder inteelt en een verzwakte immuniteit. Bovendien maken historische rassen deel uit van onze folklore en cultuur en zijn ze vaak een landschapselement (trekpaard, schaap).
In Vlaanderen verenigt het Steunpunt Levend Erfgoed deze sympathisanten onder een vlag. De organisatie houdt een jaarlijkse expo en stelt zich tot doel de oude Belgische dierenrassen te behouden voor de toekomst. Zij heeft een grote collectie dieren in het "levend erfgoedpark" dat is gevestigd in het Oost-Vlaamse provinciaal domein Puyenbroeck. FARO, Vlaams steunpunt voor cultureel erfgoed, coördineert de Vlaamse erfgoeddag in 2023.